# RQ-3暗星無人偵查機
RQ-3暗星無人機(也被稱為Tier III-)是一種無人飛行載具。它於1996年3月29日進行了首次飛行。1999年美國國防部因其設計不穩定，且不符合成本效益，終止了RQ-3計畫。

## 設計與發展
RQ-3在設計時就被定位為一款具有匿蹤能力的無人機。與RQ-4不同，RQ-3具備在高威脅性空域中執行任務的能力。該機完全自主，可以自行起飛、飛向目標、操作傳感器、傳輸資料、返回並降落。操作員也可透過無線電或衛星改變RQ-3的飛行路徑與執行的任務。RQ-3可搭載光學感測器或雷達，並可在飛行時將資料透過衛星回傳至地面操作站。
第一台原型機於1996年3月29日進行了首飛。1996年4月22日進行的第二次試飛則以墜機收場。兩年後，更加穩定的RQ-3A於1998年7月29日進行了首飛。一共有六架RQ-3被製造出來，其中包括了第一架RQ-3以及之後的五架RQ-3A。
雖然RQ-3計畫於1999年1月28日被終止，然而根據宇航一週及空間技術雜誌於2003年4月的報導，由RQ-3所飛行器發展出的飛行器被投入了伊拉克戰爭中。目前未有其他資料證明此事。

## 展出狀況
- 第二台RQ-3A(A/V #2)存放於美國空軍國家博物館
- 第三台RQ-3A(A/V #3)存放於飛行博物館
- 第四台RQ-3A(A/V #4)存放於美國國家航空太空博物館

## 規格

### 一般資料
- 製造商：洛克希德·馬丁
- 乘員：0（無人機）
- 翼展：21.3公尺（69英尺）
- 長度：4.6公尺（15英尺）
- 高度：1.1公尺（3英尺6英吋）
- 空重：1980公斤（4360磅）

### 性能
- 巡航速度：464公里/時（288英里/時）
- 實用升限：13500公尺（45000英尺）
- 作戰半徑：925公里（575英里）

## 外部連結
- DarkStar Tier III- from NASA Dryden Flight Center
- DarkStar Tier III Minus（页面存档备份，存于）